# Lijst van burgemeesters van Nieuwegein
Dit is een lijst van burgemeesters van de Nederlandse gemeente Nieuwegein in de provincie Utrecht, vanaf haar ontstaan op 1 juli 1971 door het samengaan van de gemeenten Vreeswijk en Jutphaas.
| Ambtsperiode                       | Naam burgemeester                            | Partij of stroming | Bijzonderheden                  |
| ---------------------------------- | -------------------------------------------- | ------------------ | ------------------------------- |
| 1 juli 1971 - 16 augustus 1978     | Frans (F.J.) Hermsen                         | KVP                |                                 |
| 16 augustus 1978 - 16 januari 1979 | Willem (W.A.) Fibbe                          | ARP/CDA            | waarnemend burgemeester         |
| 16 januari 1979 - 1990             | Harmannus (Mans) Flik                        | PvdA               | was burgemeester van Vlagtwedde |
| 16 juni 1990 - 1 september 2000    | Jan (J.) Laan                                | PvdA               |                                 |
| 16 oktober 2000 - 2011             | Cornelis Marinus (Cor) de Vos                | PvdA               | was burgemeester van Veendam    |
| 11 mei 2011 - 10 mei 2023          | Frans (F.Th.J.M.) Backhuijs                  | VVD                |                                 |
| 5 juni 2023 - heden                | Marijke (M.J.Th.G.) van Beukering-Huijbregts | D66                |                                 |